# Halle Bailey
Halle Lynn Bailey (ur. 27 marca 2000) – amerykańska piosenkarka i aktorka. Występowała w duecie Chloe x Halle ze swoją siostrą Chloe Bailey. Wydały albumy The Kids Are Alright oraz Ungodly Hour zdobywając pięć nominacji do nagrody Grammy. W 2023 roku Bailey wydała swój debiutancki solowy singiel „Angel”.
Jako aktorka Bailey zagrała rolę Sky Forster w serialu telewizyjnym Grown-ish. W 2023 roku zagrała rolę syrenki Ariel w filmowej adaptacji animacji Disneya Mała syrenka. Był to jej debiut aktorski na dużym ekranie.

## Dyskografia

### Single

#### Jako solistka
| Tytuł                | Rok  | Album                                                   | Przypis |
| -------------------- | ---- | ------------------------------------------------------- | ------- |
| „Part of Your World” | 2023 | The Little Mermaid (Original Motion Picture Soundtrack) | [ 1 ]   |
| „Angel”              | 2023 | TBA                                                     | [ 2 ]   |
| "In Your Hands"      | 2024 | -                                                       |         |

## Filmografia

### Film
| Rok  | Tytuł                                    | Rola                | Informacje           | Przypis |
| ---- | ---------------------------------------- | ------------------- | -------------------- | ------- |
| 2006 | Ostatnie wakacje                         | Tina                |                      | [ 3 ]   |
| 2012 | Let It Shine                             | Chórzystka          |                      | [ 4 ]   |
| 2016 | Beyoncé: Lemonade                        | rola cameo          | intro „All Night”    | [ 5 ]   |
| 2018 | The Kids Are Alright                     | ona sama            | film krótkometrażowy |         |
| 2021 | Why the Sun and the Moon Live in the Sky | Słońce (Sun)        | film krótkometrażowy | [ 6 ]   |
| 2021 | Halle Bailey presented by Fendi          | ona sama            | film krótkometrażowy | [ 7 ]   |
| 2023 | Mała syrenka                             | Ariel               |                      | [ 8 ]   |
| 2023 | The Line                                 | Annabelle Bascom    |                      | [ 9 ]   |
| 2023 | Kolor purpury                            | młoda Nettie Harris | w postprodukcji      | [ 10 ]  |

### Telewizja
| Rok       | Tytuł                                                          | Rola                 | Informacje                                                                      | Przypis |
| --------- | -------------------------------------------------------------- | -------------------- | ------------------------------------------------------------------------------- | ------- |
| 2007      | Tyler Perry's House of Payne                                   | Tiffany              | 1 odcinek                                                                       |         |
| 2012      | The Ellen Show                                                 | ona sama             | 1 odcinek                                                                       | [ 11 ]  |
| 2013      | Austin i Ally                                                  | ona sama             | 1 odcinek                                                                       | [ 12 ]  |
| 2018      | Wild 'n Out                                                    | ona sama             | 1 odcinek                                                                       | [ 13 ]  |
| 2018-2022 | Grown-ish                                                      | Skylar „Sky” Forster | główna rola (1-3); rola powracająca (sezon 4)                                   | [ 14 ]  |
| 2020      | The Disney Family Singalong: Volume II                         | ona sama             | specjalny program telewizyjny                                                   | [ 15 ]  |
| 2020      | The Kelly Clarkson Show                                        | ona sama             | 1 odcinek                                                                       | [ 16 ]  |
| 2020      | The Disney Holiday Singalong                                   | ona sama             | specjalny program telewizyjny                                                   | [ 17 ]  |
| 2021      | The Most Magical Story on Earth: 50 Years of Walt Disney World | ona sama             | specjalny program telewizyjny; wykonała utwór „Can You Feel The Love Tonight”   | [ 18 ]  |
| 2022      | Dick Clark's New Year's Rockin' Eve with Ryan Seacrest 2023    | ona sama             | specjalny program telewizyjny; wykonała utwory „Cool People” i „Together Again” |         |

## Nagrody i nominacje
| Rok  | Nagroda                     | Kategoria                                           | Nominowana praca               | Wynik     | Przypis |
| ---- | --------------------------- | --------------------------------------------------- | ------------------------------ | --------- | ------- |
| 2019 | Grammy                      | Najlepszy nowy artysta                              | Chloe x Halle                  | Nominacja |         |
| 2019 | Grammy                      | Best Urban Contemporary Album                       | The Kids Are Alright           | Nominacja |         |
| 2020 | NAACP Image Awards          | Najlepsza aktorka drugoplanowa w serialu komediowym | Grown-ish                      | Nominacja | [ 19 ]  |
| 2021 | Grammy                      | Best Progressive R&B Album                          | Ungodly Hour                   | Nominacja | [ 20 ]  |
| 2021 | Grammy                      | Best R&B Song                                       | „Do It”                        | Nominacja | [ 20 ]  |
| 2021 | Grammy                      | Best Traditional R&B Performance                    | „Wonder What She Thinks of Me” | Nominacja | [ 20 ]  |
| 2023 | Innovators & Leaders Awards | Innovator Honoree                                   | ona sama                       | Wygrana   | [ 21 ]  |
| 2023 | Bulletin Awards             | Najlepsza aktorka w filmie kinowym                  | Mała syrenka                   | Wygrana   | [ 22 ]  |